# Archiwista

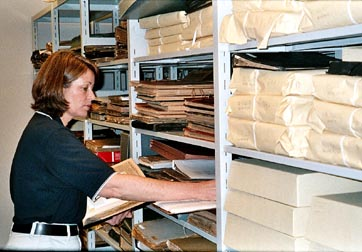
Archiwista

Archiwista, archiwariusz (łac. archi(v)um „archiwum”, gr. archeíon „gmach rządowy”, l.mn. archeía „archiwa”, archē „przyczyna”) – pracownik archiwum, znawca zbiorów archiwalnych. Jest to zawód wiążący się z działaniami mającymi na celu przechowywanie dokumentów dla ich późniejszego udostępniania. Archiwistę zatrudniają m.in. urzędy państwowe, instytucje, zakłady pracy.
Zawód archiwisty wiąże się z ukończeniem studiów na kierunku archiwistyka i uzyskaniem stopnia licencjata lub magistra archiwistyki. Do zawodu archiwisty trafiają też absolwenci kierunku historia o specjalności archiwistyka, szkoły średniej lub szkoły policealnej kształcącej w zawodzie technika archiwisty lub odpowiedniego kursu (np. Stowarzyszenie Archiwistów Polskich prowadzi kursy kancelaryjno-archiwalne I i II stopnia). W niektórych krajach działają szkoły archiwalne, m.in. we Francji École nationale des chartes i w Niemczech Archivschule Marburg.

## Specyfika pracy archiwisty
Archiwista zajmuje się m.in.:
- porządkowaniem i ewidencjonowaniem akt/dokumentów (m.in. podziałem akt na te, które przechowuje się wieczyście- akta kategorii A - od tych, które po pewnym czasie są niszczone - akta kategorii B);
- przechowywaniem akt w należytym porządku i właściwym ich zabezpieczeniem;
- kontrolowaniem warunków (temperatury i wilgotności) w pomieszczeniach w których znajduje się archiwum;
- przekazywaniem do składnicy surowców wtórnych lub do zniszczenia akt brakowanych (tj. akt kategorii B, posiadających określony termin przechowywania);
- sygnaturowaniem;
- opracowywaniem akt;
- tworzeniem baz danych;
- paginowaniem dokumentów;
- udostępnianiem zasobów archiwum;
- przeprowadzaniem kwerend archiwalnych;
- przeprowadzaniem skontrum dokumentacji.

## Organizacje skupiające archiwistów

### Polska
- Stowarzyszenie Archiwistów Polskich
- Stowarzyszenie Archiwistów Kościelnych w Polsce
- Stowarzyszenie Archiwistów Instytucji Wymiaru Sprawiedliwości
- Ogólnopolskie Stowarzyszenie Archiwistów
- Polskie Towarzystwo Archiwalne (Petea)

### Czechy
- Česká Archivni Společnost

### Francja
- Association des Archivistes Français

### Holandia
- Der Koninklijke Vereniging van Archivarissen in Nederland

### Kanada
- Association of Canadian Archivists

### Niemcy
- Verband deutscher Archivarinnen und Archivare e. V.

### Rosja
- Rosyjskie Stowarzyszenie Historyków i Archiwistów

### Słowacja
- Spoločnost Slovenských archivárov

### Stany Zjednoczone
- The Society of American Archivists

### Szwajcaria
- Association des Archivistes Suisses

### Włochy
- Associazione Nazionale Archivistica Italiana